# Anna Gyllander
Anna Gyllander, född 1633, var en svensk bedragare som på sextonhundratalet utgav sig för att vara den abdikerade drottning Kristina.
År 1659 nåddes kung Karl X Gustav av rykten om att det fanns en kvinna som for runt i landet och utgav sig för att vara den abdikerade drottning Kristina. Hon skulle då befinna sig i Norrköping, och han gav order till Göta hovrätt att undersöka saken. 
Man hittade kvinnan och identifierade henne som Anna Gyllander, dotter till Anders Gyllander från Norrköping och gift med en kurländsk ryttmästare i Kruuses regemente. Hon hade under 1658 och 1659 rest omkring i landet och gett intryck av att vara den abdikerade drottningen, druckit sin "bror" kungens skål och avlossat pistolskott till hans ära. Då man frågade henne om hon var Christina regina, hade hon svarat; "Ni säger så". 
Hon försvarade sig med att hon inte hade vetat hur allvarligt det skulle uppfattas och vädjade om nåd. Kungen dömde henne till en månad på vatten och bröd och sedan avvisning ur riket och alla dess utländska provinser.     